# Biophysical Journal
Biophysical Journal — це рецензований науковий журнал, що виходить раз на два тижні, видається Cell Press від імені Біофізичного товариства (США).
Журнал був заснований в 1960 році і охоплює всі аспекти біофізики.
Biophysical Journal час від часу публікує спеціальні випуски, присвячені конкретній тематиці. Крім того, публікується додатковий «випуск тез», що містить тези доповідей на щорічних зборах Біофізичного товариства.

## Мета та сфера застосування

### Мета
Мета Biophysical Journal (BJ) — публікувати біофізичні праці найвищої якості, які з’ясовують важливі біологічні, фізичні чи хімічні механізми, та дають кількісне розуміння фундаментальних проблем на молекулярному, клітинному, системному рівнях і рівні усього організму. Статті, опубліковані в журналі, повинні становити загальний інтерес для кількісних біологів, незалежно від їхньої дослідницької спеціальності.

### Сфера застосування
BJ публікує оригінальні статті, листи та погляди на важливі проблеми сучасної біофізики. BJ вітає експериментальні дослідження, які використовують кількісні фізичні підходи для вивчення біологічних систем, включаючи масштаби від молекули до всього організму. Експериментальні дослідження суто описового або феноменологічного характеру, без теоретичного чи механістичного підґрунтя, не підходять для публікації в BJ. Теоретичні дослідження повинні запропонувати нове уявлення про розуміння експериментальних результатів або запропонувати нові експериментально перевірені гіпотези. Статті, що повідомляють про значні методологічні чи технологічні досягнення, які потенційно можуть відкрити нові сфери біофізичних досліджень, також підходять для публікації в BJ. Документи, що описують покращення точності чи швидкості існуючих методів або додаткові деталі в описаних раніше методах, не підходять для BJ.
Статті обробляє редакційна рада з понад 100 науковців, які шукають рецензентів з необхідним досвідом. Редакційна колегія поділена на розділи, перелічені нижче, описи яких також слугують для деталізації сфери наукових досліджень, опублікованих BJ.
- Біофізика геному та нуклеїнові кислоти. У цьому розділі висвітлюються біофізичні аспекти організації геному та їх зв’язок із клітинними функціями, такими як транскрипція, трансляція, розвиток та механізми генної регуляції. Також включено дослідження з використанням експериментальних і обчислювальних методів для дослідження структури, динаміки, функції та регуляції ДНК, РНК та їх комплексів з іншими молекулами. У розділі також публікуються дослідження структурних станів хроматину, згортання та функції та динамічної організації ядра.
- Білки. Цей розділ охоплює біофізику структури, функції та взаємодії білка. Акцент робиться на молекулярній біофізиці[en], що охоплює експериментальні, обчислювальні та теоретичні підходи.
- Канали і білки-транспортери. Цей розділ охоплює механістичні дослідження структури, функції та регуляції мембранних транспортних білків і сигнальних рецепторів. Акцент робиться на дослідженнях, які використовують експериментальні та/або обчислювальні методи.
- Мембрани. Цей розділ охоплює аналіз структури, організації та функції штучних і біологічних мембран за допомогою найсучасніших підходів експериментальної та теоретичної біофізики.
- Молекулярні машини, двигуни та нанорозмірна біофізика. Цей розділ охоплює біофізичні дослідження молекулярних двигунів (цитоскелетних і нецитоскелетних), цитоскелетних вузлів і скорочення м’язів, а також дослідження, які використовують відстеження однієї молекули, силову спектроскопію та інші нанорозмірні методи.
- Біофізика клітини. Цей розділ охоплює роботу, яка покращує наше розуміння молекулярних функцій і взаємодій у клітинах і між ними, а також пояснює, як ці механізми регулюються в клітинному середовищі.
- Системна біофізика. Цей розділ охоплює аналіз сукупних властивостей у системах взаємодіючих компонентів, включаючи біомолекулярні мережі, органели, тканини, органи та цілі організми. Особлива увага приділяється дослідженням, які пов’язують кілька рівнів біологічної організації, від послідовності генів до нелінійних та мережевих явищ, таких як формування патернів, метаболізм і передача сигналу. (Див. також Системна біологія)
- Огляди та біофізичні перспективи: охоплюють теми, що представляють поточний інтерес у біофізиці, і призначені для надання унікального погляду на поточний стан і майбутнє галузі; огляди мають ширший обсяг і призначені для надання критичного огляду поточного стану та майбутнього галузі. Огляди та перспективи зазвичай не представляють нових даних, але можуть запропонувати свіжий синтез результатів у галузі. Ці статті, як правило, пишуться авторитетними спеціалістами в галузі та спрямовані на широке коло вчених, які хочуть бути в курсі найкращих сучасних досліджень.[2]